# Dasypolia psathyra
Dasypolia psathyra är en fjärilsart som beskrevs av Charles Boursin 1968. Dasypolia psathyra ingår i släktet Dasypolia och familjen nattflyn. Inga underarter finns listade i Catalogue of Life.